# کویینی نیوال
کویینی نیوال (انگلیسی: Queenie Newall؛ ۱۷ اکتبر ۱۸۵۴ – ۲۴ ژوئن ۱۹۲۹) کماندار اهل بریتانیا بود.
وی در مسابقات کشوری و بین‌المللی در مجموع برندهٔ ۱ مدال طلا شده‌است.